# Polaris Dawn
Polaris Dawn — частный пилотируемый космический полёт корабля Dragon 2 на околоземную орбиту. Продолжался с 10 по 15 сентября 2024 года. Миссия управлялась компанией SpaceX. В ходе этого полёта состоялся первый в истории выход в открытый космос коммерческого астронавта. Polaris Dawn — первая из трёх запланированных миссий по программе Polaris, совместной инициативе SpaceX и миллиардера Джареда Айзекмана.

## Корабль
В данном полёте использовался корабль  Dragon V2 C207 Resilience (в пер. с англ. — «устойчивость») компании SpaceX, до этого уже дважды летавший в космос.
Так как корабль не имеет шлюзовой камеры, для осуществления выхода в открытый космос он был модифицирован:
- были установлены дополнительные баллоны с азотом и кислородом;
- вместо обзорного купола, заменявшего стыковочный узел в предыдущем полёте, была установлена лестница, названная «skywalker», а передний люк был оснащен мотором;
- также, для этой миссии SpaceX, на основе скафандров для внутрикорабельной деятельности IVA, которые обычно используются во время запуска и посадки, разработала для экипажа новые скафандры EVA, позволяющие работать в открытом космосе.

Для проверки всех изменений SpaceX подвергла Resilience многократным циклам разгерметизации и наддува в большой вакуумной камере. Экипаж также  проводил тренировки и испытания новых скафандров в Космическом центре Джонсона.

## Экипаж
В состав экипажа вошёл миллиардер Джаред Айзекман — основатель и генеральный директор Shift4 Payments, ранее участвовавший в космической миссии Inspiration4.
| Имя             | Должность         | № полёта |
| --------------- | ----------------- | -------- |
| Джаред Айзекман | командир экипажа  | 2        |
| Скотт Потит     | пилот             | 1        |
| Сара Гиллис     | специалист полёта | 1        |
| Анна Менон      | специалист полёта | 1        |

## Запуск
Первая попытка запуска 27 августа 2024 года была отменена из-за возникшей утечки гелия на наземном оборудовании. Вторая попытка запуска 28 августа была отменена из-за неблагоприятных погодных условий в районе приводнения корабля.
Запуск состоялся 10 сентября 2024 года в 10:23 UTC на ракете-носителе Falcon 9 со стартового комплекса LC-39A в Космическом центре Кеннеди.

## Ход миссии
За время миссии экипаж провёл более 40 экспериментов, в т.ч. медицинских, а также протестировал лазерную систему связи между космическим кораблём и спутником Starlink.
11 сентября 2024 года, пройдя через части радиационного пояса Ван Аллена, Dragon 2 удалился на 1400 км от Земли — наибольшая высота полёта для пилотируемого космического корабля после лунных миссий «Аполлон», последняя из которых стартовала в декабре 1972 года.

### Выход в открытый космос
Одной из задач миссии было тестирование в открытом космосе облегчённых скафандров EVA: это новая разработка из лёгких огнеупорных материалов с регуляцией температуры и защитой от микрометеоритов.
Первый в истории выход в открытый космос в рамках коммерческого космического полёта состоялся 12 сентября 2024 года. После тщательной подготовки все четыре члена экипажа надели свои скафандры. Затем корабль был полностью разгерметизирован, после чего Джаред Айзекман и Сара Гиллис вышли из корабля для проведения различных испытаний скафандра. Каждый из их выходов занял в среднем восемь минут. Другие два члена экипажа — Скотт Потит и Анна Менон оставались внутри капсулы. При этом Сара Гиллис в возрасте 30 лет стала самым молодым человеком, когда-либо выходившим в открытый космос.
Все четверо астронавтов были одеты в идентичные скафандры, несмотря на то, что только двое выходили из космического корабля. Эта миссия побила рекорд по количеству людей, побывавших в космическом вакууме одновременно, установленный тремя астронавтами во время полёта «Аполлона-15» во время выхода Эла Уордена в открытый космос.

## Завершение
15 сентября в 3:37:10 по восточному времени (7:37:10 UTC) спускаемая капсула Dragon 2 приводнилась у островов Драй-Тортугас архипелага Флорида-Кис.